# Жуківка (Конотопський район)
Жу́ківка — село в Україні, у Конотопському районі Сумської області. Населення становить 450 осіб. До 2017 орган місцевого самоврядування — Жуківська сільська рада.

## Географія
Селом протікає річка Жучиха, яка впадає у річку Терн. Вище за течією примикає село Нотаріусівка, нижче за течією на відстані 1 км розташоване село Кубракове, на протилежному березі — села Верхня Сагарівка та Єрчиха (село ліквідовано у 2006 році).
Річка у цьому місці звивиста, утворює лимани, стариці та заболочені озера.
В селі 3 ставки: Заводський, Фермерський, Шкільний.

## Історія

Братська могила радянських воїнів та пам'ятник воїнам-землякам

- Село відоме з першої половини XVIII ст. Раніше воно мало назву Троїцьке.
- Село постраждало внаслідок геноциду українського народу, проведеного урядом СССР 1932—1933 та 1946–1947 роках, встановлено смерті не менше 12 людей[1].
- Уродженцем Жуківки є знаний радянський історик-славіст та педагог, кандидат історичних наук Анатолій Овсійович Москаленко (1909—1984), який викладав у Воронезькому та Московському державних університетах.

Він народився 21 березня (3 квітня за н. ст.) 1909 р. Школу закінчив у Києві. У 1936—1940 рр. навчався на історичному факультеті Московського державного педагогічного інституту ім. К.Лібкнехта, після закінчення якого вступив до аспірантури інституту, де спеціалізувався з історії середніх віків під керівництвом Н.Граціанського. У 1941 р. у складі народного ополчення Анатолій Овсійович пішов на фронт, воював, а з 1943 р. навчався в офіцерській школі в м. Саратові. Там, у Саратовському університеті він одним з перших почав викладати історію південних та західних слов'ян, брав участь у закладенні основи історико-славістичного напрямку у діяльності воронезьких славістів. На історичному факультеті Воронезького університету А. О. Москаленко працював з 1947 по 1973 рік. Тут він став висококваліфікованим спеціалістом з історії середніх віків, зосередивши головну увагу на дослідженні проблем славістичної медієвістики. Кандидатська дисертація А. О. Москаленка, захищена 1954 р., та його дослідження середини 1950-х — початку 1960-х рр. про суспільно-економічний устрій та класову боротьбу в далматинських містах у ХІІ-ХУ ст., заклавши підвалини радянській далматистиці як особливому напряму у вивченні середньовічної історії слов'янських народів. У 1961—1965 рр. А. О. Москаленко працював деканом історичного факультету Воронезького університету. На цій посаді у повній мірі проявилися його організаторські здібності. З ініціативи Анатолія Овсійовича у м. Воронежі з 1963 р. почало виходити єдине в країні видання з історії зарубіжних слов'янських народів — міжвузівська наукова збірка «Проблеми історії слов'ян», науковим редактором, а з 1977 р. членом редколегії якого він був до кінця життя. На кафедрі загальної історії ВДУ завдяки зусиллям А. О. Москаленка розгорнулася широка дослідницька робота з проблем славістики. У ній узяла участь ціла група славістів, які займалися як середньовічною, так і новою і новітньою історією західних та південних слов'ян. Деякі з них були учнями Анатолія Овсійовича. Успіхи розробки історико-славістичної проблематики у ВДУ дозволили провести на його базі ІІІ Всесоюзну конференцію істориків-славістів, а в 1968 р. створити на історичному факультеті ВДУ славістичну кафедру, яку очолив наш земляк. З початку 1960-х рр., не полишаючи занять далматистикою, А. О. Москаленко з захопленням вивчав історію вітчизняної славістики та медієвістики. Результати його праці отримали відображення у статтях про І.Бороздіна, М.Бречкевича, В.Піскорського, Г.Раєвського, А.Рейця, В.Семенова, П.Яковенка та інших істориків. Поряд з тим А. О. Москаленко активно досліджував наукову творчість Н.Граціанського. З 1973 р. А. О. Москаленко працював на кафедрі історії південних та західних слов'ян Московського університету. Він читав курс історіографії Югославії, вів семінари з проблем розвитку феодальних стосунків у зарубіжних слов'янських народів та історії хрестових походів, керував дипломними та аспірантськими роботами, науковим студентським товариством кафедри. Анатолія Овсійовича як педагога відзначало уміння терпляче та систематично допомагати своїм учням та молодшим колегам, виключно уважне ставлення до студентів.
Важливе місце у педагогічній діяльності А. О. Москаленка займала науково-методична робота. Він брав участь у підготовці навчальних програм та методичних розробок, став автором навчального посібника «Виникнення феодалізму у південних слов'ян», окремих розділів з югославського середньовіччя у підручнику з історії південних та західних слов'ян, брав активну участь у підготовці підручника з історіографії зарубіжних слов'янських народів. Свою наукову діяльність у московський період А. О. Москаленко підкорив одній меті — розробці історіографічних проблем. Особливий інтерес у нього викликала історія слов'янознавства у МДУ. Він був відповідальним редактором та одним з авторів та укладачів двох спеціальних збірок на цю тему — «Історики-славісти Московського університету», виданого до 40-ліття кафедри історії південних та західних слов'ян МДУ та «З історії університетського слов'янознавства у СРСР (до 80-ліття С.Нікітіна). Продовжуючи заняття історією вітчизняної славістики та медієвістики, наш земляк написав низку статей для біобібліографічного словника „Слов'янознавство“ у дореволюційній Росії», опублікував статті про А.Конокотіна, А.Корсунського, В.Самаркіна тощо. Нерідко Анатолій Овсійович свої виступи на засіданнях кафедри історії південних та західних слов'ян присвячував складним проблемам історіографії. Незадовго до смерті А. О. Москаленко виступив з доповіддю про термінологічні проблеми на Ломоносовських читаннях у Московському держуніверситеті. Понад тридцять років тому, 8 жовтня 1984 р., відійшов у вічність А. О. Москаленко, однак він залишається у пам'яті земляків вдумливим дослідником, уважним та доброзичливим педагогом, який вніс свій помітний вклад в історичну науку. Похований у м. Пущине Серпухівського району Московської області, Росія. Його дружина Москаленко Ганна Миколаївна, археолог за фахом, була основоположником воронезької школи археологів, досліджувала стоянку первісної людини доби верхнього палеоліту на городищі Титчиха.
https://www.blogger.com/blogger.g?blogID=5380714604490813679#allposts
http://www.litmir.net/br/?b=214012&p=16 [Архівовано 20 жовтня 2014 у Wayback Machine.]
- 12 червня 2020 року, відповідно до розпорядження Кабінету Міністрів України № 723-р «Про визначення адміністративних центрів та затвердження територій територіальних громад Сумської області», село увійшло до складу Буринської міської громади[2].
- 19 липня 2020 року, в результаті адміністративно-територіальної реформи та ліквідації Буринського району, увійшло до складу новоутвореного Конотопського району[3].

## Економіка
- Молочно-товарна та свино-товарна ферми.
- «Жуковська», агрофірма, ПП.

## Соціальна сфера
- Дитячий садок.
- Школа.
- Будинок культури.